# 5833 Петерсон
5833 Петерсон (5833 Peterson) — астероїд головного поясу, відкритий 5 серпня 1991 року.
Тіссеранів параметр щодо Юпітера — 3,035.